# Taenaris errhephoria
Taenaris errhephoria är en fjärilsart som beskrevs av Hans Fruhstorfer 1915. Taenaris errhephoria ingår i släktet Taenaris och familjen praktfjärilar. Inga underarter finns listade i Catalogue of Life.